# Мікеле Канг

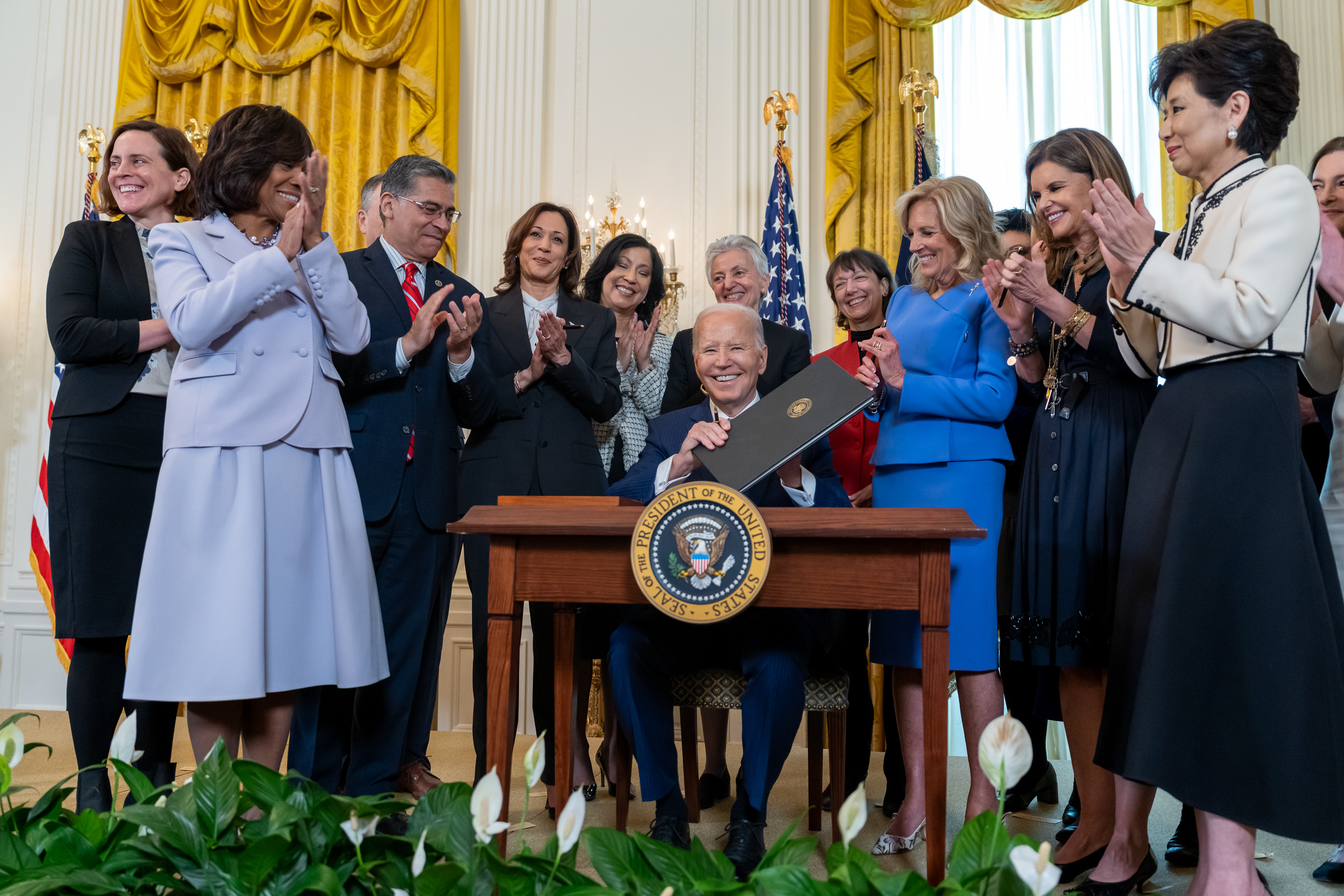
Канг (крайня праворуч) під час підписання президентом Джо Байденом указу про розвиток досліджень та інновацій у сфері жіночого здоров’я, 18 березня 2024 року у Східній кімнаті Білого дому

Канг є мажоритарною власницею компанії Washington Spirit, яка бере участь у Національній жіночій футбольній лізі Сполучених Штатів, і перебуває в процесі того, щоб стати власницею компанії Olympique Lyonnais Féminin, яка виступає у французькому дивізіоні 1 Féminine/

## Раннє життя
Канг народилася в Південній Кореї та сама іммігрувала до Сполучених Штатів як студентка.  Вона здобула ступінь бакалавра економіки в Чиказькому університеті та ступінь магістра з державного та приватного менеджменту в Єльській школі менеджменту.

## Ділова кар'єра

### Ernst & Young, Northrop Grumman
Канг була партнером Ernst & Young, який спеціалізувався на галузях високих технологій і телекомунікацій.  Вона приєдналася до компанії Northrop Grumman у 2000 році як віцепрезидент відділу електронного бізнесу. Пізніше вона працювала віцепрезидентом і заступником генерального менеджера відділу глобальних інформаційних технологій. У 2003 році вона стала віцепрезидентом підрозділу Health & Science Solutions. 

### Cognosante
У 2008 році Канг заснувала Cognosante, щоб «порушити та кинути виклик статус-кво в системі охорони здоров’я США».  Корпорація співпрацює з федеральними та державними органами охорони здоров’я, щоб «розширити доступ до медичної допомоги, покращити надання медичної допомоги, звернути увагу на соціальні детермінанти здоров’я та забезпечити безпеку  за допомогою багатогранних технологій та рішень для взаємодії з клієнтами (CX)».  Канг сказала, що вона зосереджена на розробці низки можливостей, які «безпосередньо покращать життя ветеранів, подружжя військових, людей з обмеженими можливостями, людей похилого віку та мешканців у громадах, які  належним чином не обслуговуються». 
15 квітня 2024 року Cognosante розповіла про підписання угоди про придбання Accenture Federal Services.

## Спортивна власність

### Дух Вашингтона
29 грудня 2020 року Washington Spirit оголосив, що Канг приєдналася до групи власників клубу.  Пізніші звіти підтвердили, що частка становить 35 відсотків, що дорівнює частці колишнього мажоритарного власника Стіва Болдуіна, хоча Болдуін зберіг контроль над командою.  Після того, як у серпні 2021 року тренер Spirit Річі Берк усунув себе від тренерських обов’язків, а також після повідомлень у ЗМІ про образливу поведінку Берка стосовно гравців, Канг почала прагнути контролю над клубом.  
Після тривалого процесу переговорів   Болдуін і міноритарний власник Білл Лінч погодилися продати клуб Канг.  Після схвалення ліги Канг офіційно стала власником 30 березня 2022 року.   Канг стала першою кольоровою жінкою, яка стала власником більшості клубів NWSL. 
Під час переговорів «Дух» виграв чемпіонат NWSL 2021 року 20 листопада 2021 року, перемігши « Чикаго Ред Старз» з рахунком 2–1. 
24 травня 2023 року придбання Kang Spirit було названо найкращою угодою 2023 року за версією Sports Business Journal . 

### Олімпік Ліон
Канг є директором ради директорів OL Groupe й директором Eagle Football Holdings, інвестиційної компанії голови OL Groupe Джона Текстора .  13 травня жіночий «Олімпік Ліон» виграв жіночий Кубок Франції з рахунком 2:1 над «Парі Сен-Жермен», що стало його 10-ю перемогою в змаганнях, на дужці Ади Хегерберг .  Канг відвідала  матч і підняла трофей разом з Ліоном. 
16 травня OL Groupe і Канг оголосили про створення окремої організації, яка складатиметься з її частки в Spirit і Olympique Lyon Féminin OL Groupe. OL Groupe збереже 48% акцій у створеній новій організації, а Канг стане мажоритарною власницею і генеральним директором клубу до схвалення регуляторних органів.     

### Лондонські міські левиці
15 грудня 2023 року London City Lionesses оголосили, що Канг придбала клуб. 

### Балтиморські іволги
Канг є частиною групи власників, яка купила Baltimore Orioles у січні 2024 року.  

## Відзнаки та нагороди
- Найкраща угода року за версією Sports Business Journal 2023 [15]
- 2023 Премія Гораціо Алджера [25]
- Лауреат Зали слави 2022 (Джуніор Досягнення Великого Вашингтона) [26]
- 2016 100 найкращих генеральних директорів у галузі STEM
- 2015 EY Підприємець року [27]
- 2012 100 жінок-лідерів у галузі STEM [28]

## Особисте життя
Крім того, як філантроп, Канг створила фонд Cognosante Foundation і є активним прихильником Центру Кеннеді  , який також був головним спонсором Washington Spirit у 2022 році  Вона працювала в радах Американського Червоного Хреста, Вашингтонської національної опери, Технологічної ради Північної Вірджинії та Симфонічного оркестру Палм-Біч.  Вона працювала співголовою Національної ради Американського інституту підприємництва. 
У 2019 році вона була нагороджена Американською медаллю вільного підприємництва від Атлантичного університету Палм-Біч . 
Продаж Канг її кондомініуму в Палм-Біч, штат Флорида, за 15 мільйонів доларів став третім за величиною в історії Палм-Біч квартири на березі океану.  
Канг є інвестором Just Women's Sports, американської медіакомпанії, присвяченої жіночому спорту. 
30 липня 2024 року Канг оголосила про пожертву жіночій команді США з регбі-7 у розмірі 4 мільйонів доларів США протягом 

## Зовнішні посилання
- Офіційний сайт

Шаблон:Washington Spirit
1. 1 2  Brockway, Ella (16 травня 2023). Spirit owner Michele Kang to take over Lyon, creating network of women's clubs. The Washington Post. Процитовано 16 травня 2023.
2. 1 2  Northrop Grumman Names Michele Kang Vice President, Health & Science Solutions. Northup Grumman. Процитовано 16 травня 2023.
3. 1 2  Board of Directors. Northern Virginia Technology Council. Процитовано 16 травня 2023.
4. ↑  About Cognosante. Cognosante. Процитовано 16 травня 2023.
5. ↑  Chief Officer Award Finalist Michele Kang: 'Dream Big, Expect Obstacles And Succeed Anyway'. Washington Exec. 14 травня 2021. Процитовано 16 травня 2023.
6. ↑  Anderson, Jason (29 грудня 2020). Y. Michele Kang joins Washington Spirit ownership group. Black and Red United. Процитовано 12 квітня 2023.
7. ↑  Hensley-Clancy, Molly; Goff, Steven (30 квітня 2021). Co-owners of NWSL's Spirit fight for control after abuse allegations against coach. Washington Post. Процитовано 12 квітня 2023.
8. 1 2  Hensley-Clancy, Molly (30 березня 2022). Sale of NWSL's Spirit closes, making history for owner Michele Kang. Washington Post. Процитовано 12 квітня 2023.
9. 1 2  Maurer, Pablo; Linehan, Meg; Yang, Steph (8 лютого 2022). Washington Spirit ownership: Steve Baldwin, Bill Lynch agree to sell team to Michele Kang. The Athletic. Процитовано 12 квітня 2023.
10. ↑  Murray, Caitlin (8 лютого 2022). NWSL's Washington Spirit power struggle ends as Y. Michele Kang takes over. ESPN. Процитовано 16 травня 2023.
11. ↑  After months of friction, Michele Kang becomes controlling owner of Washington Spirit. NPR. Процитовано 16 травня 2023.
12. ↑  Maurer, Pablo (30 березня 2022). Michele Kang officially majority owner of Spirit. The Athletic. Процитовано 12 квітня 2023.
13. ↑  Spirit's Michele Kang becomes first woman of color to own NWSL team. The Washington Post. 30 березня 2022. Процитовано 11 червня 2022.
14. ↑  Washington Spirit wins NWSL Championship over Chicago Red Stars in extra-time thriller. ESPN. Associated Press. 20 листопада 2021. Процитовано 12 квітня 2023.
15. 1 2  Mishra, Abishek (25 травня 2023). American Businesswoman's $35 Million Investment in Trinity Rodman's Washington Spirit Trumps Phoenix Suns' $4 Billion Takeover to Win Major North American Award. EssentiallySports. Процитовано 25 травня 2023.
16. ↑  AP 01 Appointment Of A Director. Companies House. Процитовано 12 квітня 2023.
17. ↑  Boutonnat, Victor (13 травня 2023). Coupe de France féminine. Lyon prend le dessus sur le PSG et remporte sa 10e Coupe de France. Ouest-France. Процитовано 16 травня 2023.
18. ↑  Spirit owner Michele Kang attends Lyon women's match, hoists trophy with team amid takeover reports. The Athletic. 13 травня 2023.
19. ↑  Caron, Emily (16 травня 2023). Spirit's Michele Kang adds Lyonnais Feminin to Women's Soccer Venture. Sportico. Процитовано 16 травня 2023.
20. ↑  Hess, AJ (16 травня 2023). Spirit owner Michele Kang buys Lyon to build first international women's soccer empire. Fast Company. Процитовано 16 травня 2023.
21. ↑  Guillement, Hugo (16 травня 2023). Michele Kang, nouvelle actionnaire majoritaire de l'OL féminin : " Il n'est pas question de changer l'OL " [Michele Kang, new majority shareholder of OL Women: “There is no question of changing OL”]. L'Équipe (фр.). Процитовано 16 травня 2023.
22. ↑  Washington Spirit owner Kang buys London City Lionesses. ESPN. ESPN News Services. 20 листопада 2021. Процитовано 15 грудня 2023.
23. ↑  Cahill, Calder (30 липня 2024). USA Rugby announces transformative gift from Kynisca's Michele Kang. usa.rugby (англ.). Процитовано 1 серпня 2024.
24. ↑  Andrejev, Alex. Michele Kang to donate $4 million to U.S. women's rugby. The New York Times (амер.). ISSN 0362-4331. Процитовано 1 серпня 2024.
25. ↑  2023 Horatio Alger Award Recipient. Horatio Alger Association. Процитовано 16 травня 2023.
26. ↑  EARN ABOUT THE 2022 LAUREATES: MICHELE KANG, THE WASHINGTON SPIRIT AND COGNOSANTE. Junior Achievement of Greater Washington. 7 листопада 2022. Процитовано 16 травня 2023.
27. ↑  EY Entrepreneur Of The Year Award winners announced. Virginia Business. 19 червня 2015. Процитовано 16 травня 2023.
28. ↑  100 Women Leaders in STEM (PDF). STEMConnector. Процитовано 16 травня 2023.
29. 1 2  University to Honor Health IT Entrepreneur on American Free Enterprise Day. Palm Beach Atlantic University. 15 жовтня 2019. Процитовано 16 травня 2023.
30. ↑  REACH Supporters. The Kennedy Center. Процитовано 12 квітня 2023.
31. ↑  Kennedy Center to sponsor NWSL Spirit jersey. Sports Business Journal. 29 квітня 2022. Процитовано 12 квітня 2023.
32. ↑  Y. Michele Kang. American Red Cross. Процитовано 12 квітня 2023.
33. ↑  Pandy, Jordan (17 вересня 2020). Venture capital firm founder buys Palm Beach condo for $6M. The Real Deal. Процитовано 12 квітня 2023.
34. ↑  Hofheinz, Darrell (17 червня 2022). UPDATE: $15M sale in Kirkland House is third-priciest beachfront condo sold in Palm Beach. Palm Beach Daily News. Процитовано 12 квітня 2023.
35. ↑  Billionaire Joe Tsai, Billie Jean King Back Just Women's Sports. Bloomberg.com (англ.). 9 червня 2022. Процитовано 13 жовтня 2023.